# Jaroslav Břeský
Jaroslav Břeský (* 16. května 1989 Hořice) je český zpěvák. Je znám zaměřením interpretací písní skupiny Queen a podobné barvě hlasu k Freddie Mercurymu.
V roce 2009 se setkává s dlouholetým osobním asistentem Freddie Mercuryho panem Peterem Freestone, od té doby se přátelí. V roce 2010 byl pozván managmentem Montreux Music do švýcarského Montreux, na festival pro Mercuryho fanoušky. V únoru 2015 se osobně setkal se zbývajícími členy skupiny Queen. Vystupoval na akci pořádané vedením skupiny Queen na Freddieho oficiálních nedožitých sedmdesátinách ve švýcarském Montreux. V roce 2016 a 2017 zpíval ve vyprodané Lucerně na počest Freddie Mercuryho. Koncertuje s profesionální hudební skupinou Queenways v České republice i v ostatních zemích Evropy.